# 500 kilomètres d'Hockenheim FIA GT 1999
Navigation
Édition précédente Édition suivante
Les 500 kilomètres d'Hockenheim 1999 FIA GT, disputées le 27 juin 1999 sur le circuit d'Hockenheim, est la troisième manche du championnat FIA GT 1999.

## Course

### Classement de la course
Classement à l'issue de la course (vainqueurs de catégorie en gras), :
| Pos.   | N° | Écurie                      | Pilotes                                             | Châssis                   | Pneus | Tours |
| Pos.   | N° | Écurie                      | Pilotes                                             | Moteur                    | Pneus | Tours |
| ------ | -- | --------------------------- | --------------------------------------------------- | ------------------------- | ----- | ----- |
| 1      | 2  | Chrysler Viper Team Oreca   | Jean-Philippe Belloc Dominique Dupuy                | Chrysler Viper GTS-R      | M     | 161   |
| 1      | 2  | Chrysler Viper Team Oreca   | Jean-Philippe Belloc Dominique Dupuy                | Chrysler 8.0L V10         | M     | 161   |
| 2      | 1  | Chrysler Viper Team Oreca   | Luca Drudi Justin Bell                              | Chrysler Viper GTS-R      | M     | 161   |
| 2      | 1  | Chrysler Viper Team Oreca   | Luca Drudi Justin Bell                              | Chrysler 8.0L V10         | M     | 161   |
| 3      | 6  | Konrad Motorsport           | Franz Konrad Bob Wollek                             | Porsche 911 GT2           | D     | 159   |
| 3      | 6  | Konrad Motorsport           | Franz Konrad Bob Wollek                             | Porsche 3.6L Turbo Flat-6 | D     | 159   |
| 4      | 25 | Lister Cars                 | Julian Bailey Tim Sugden Bobby Verdon-Roe (en)      | Lister Storm              | M     | 159   |
| 4      | 25 | Lister Cars                 | Julian Bailey Tim Sugden Bobby Verdon-Roe (en)      | Jaguar 7.0L V12           | M     | 159   |
| 5      | 15 | Freisinger Motorsport       | Michel Ligonnet Wolfgang Kaufmann                   | Porsche 911 GT2           | D     | 158   |
| 5      | 15 | Freisinger Motorsport       | Michel Ligonnet Wolfgang Kaufmann                   | Porsche 3.6L Turbo Flat-6 | D     | 158   |
| 6      | 4  | Roock Racing                | André Ahrlé Hubert Haupt                            | Porsche 911 GT2           | Y     | 156   |
| 6      | 4  | Roock Racing                | André Ahrlé Hubert Haupt                            | Porsche 3.6L Turbo Flat-6 | Y     | 156   |
| 7      | 21 | Paul Belmondo Racing        | Paul Belmondo Claude-Yves Gosselin                  | Chrysler Viper GTS-R      | D     | 156   |
| 7      | 21 | Paul Belmondo Racing        | Paul Belmondo Claude-Yves Gosselin                  | Chrysler 8.0L V10         | D     | 156   |
| 8      | 8  | Elf Haberthur Racing        | Luca Cappellari Michel Neugarten Patrice Goueslard  | Porsche 911 GT2           | D     | 155   |
| 8      | 8  | Elf Haberthur Racing        | Luca Cappellari Michel Neugarten Patrice Goueslard  | Porsche 3.6L Turbo Flat-6 | D     | 155   |
| 9      | 5  | Roock Sportsystem           | Michael Eschmann Paul Hulverscheid Sascha Maassen   | Porsche 911 GT2           | Y     | 155   |
| 9      | 5  | Roock Sportsystem           | Michael Eschmann Paul Hulverscheid Sascha Maassen   | Porsche 3.6L Turbo Flat-6 | Y     | 155   |
| 10     | 10 | Marcos Racing International | Cor Euser Herman Buurman                            | Marcos Mantara LM600      | D     | 155   |
| 10     | 10 | Marcos Racing International | Cor Euser Herman Buurman                            | Chevrolet 5.9L V8         | D     | 155   |
| 11     | 9  | Elf Haberthur Racing        | Stefano Bucci Mauro Casadei                         | Porsche 911 GT2           | D     | 153   |
| 11     | 9  | Elf Haberthur Racing        | Stefano Bucci Mauro Casadei                         | Porsche 3.6L Turbo Flat-6 | D     | 153   |
| 12     | 19 | Chamberlain Motorsport      | Christian Vann Christian Gläsel                     | Chrysler Viper GTS-R      | M     | 153   |
| 12     | 19 | Chamberlain Motorsport      | Christian Vann Christian Gläsel                     | Chrysler 8.0L V10         | M     | 153   |
| 13     | 78 | Seikel Motorsport           | Jacques Schwach Bernard Schwach Didier van Straaten | Porsche 911 GT2           | D     | 145   |
| 13     | 78 | Seikel Motorsport           | Jacques Schwach Bernard Schwach Didier van Straaten | Porsche 3.6L Turbo Flat-6 | D     | 145   |
| 14     | 16 | Freisinger Motorsport       | Manfred Jurasz Yukihiro Hane                        | Porsche 911 GT2           | D     | 135   |
| 14     | 16 | Freisinger Motorsport       | Manfred Jurasz Yukihiro Hane                        | Porsche 3.6L Turbo Flat-6 | D     | 135   |
| 15     | 3  | Roock Racing                | Claudia Hürtgen Stéphane Ortelli                    | Porsche 911 GT2           | Y     | 125   |
| 15     | 3  | Roock Racing                | Claudia Hürtgen Stéphane Ortelli                    | Porsche 3.6L Turbo Flat-6 | Y     | 125   |
| 16     | 77 | Seikel Motorsport           | Ernst Palmberger Nigel Smith Richard Nearn          | Porsche 911 GT2           | D     | 114   |
| 16     | 77 | Seikel Motorsport           | Ernst Palmberger Nigel Smith Richard Nearn          | Porsche 3.6L Turbo Flat-6 | D     | 114   |
| 17 NC  | 23 | Werner Paul Belmondo Racing | Francis Werner Jacques Piattier                     | Porsche 911 GT2           | D     | 106   |
| 17 NC  | 23 | Werner Paul Belmondo Racing | Francis Werner Jacques Piattier                     | Porsche 3.6L Turbo Flat-6 | D     | 106   |
| 18 NC  | 69 | Proton Competition          | Gerold Ried Christian Ried Patrick Vuillaume        | Porsche 911 GT2           | Y     | 105   |
| 18 NC  | 69 | Proton Competition          | Gerold Ried Christian Ried Patrick Vuillaume        | Porsche 3.6L Turbo Flat-6 | Y     | 105   |
| 19 DNF | 33 | GLPK Racing                 | Vincent Vosse Didier Defourny                       | Chrysler Viper GTS-R      | D     | 111   |
| 19 DNF | 33 | GLPK Racing                 | Vincent Vosse Didier Defourny                       | Chrysler 8.0L V10         | D     | 111   |
| 20 DNF | 24 | RWS Motorsport              | Horst Felbermayr, Sr. Horst Felbermayr, Jr.         | Porsche 911 GT2           | ?     | 106   |
| 20 DNF | 24 | RWS Motorsport              | Horst Felbermayr, Sr. Horst Felbermayr, Jr.         | Porsche 3.6L Turbo Flat-6 | ?     | 106   |
| 21 DNF | 34 | Lister Cars                 | Mike Hezemans David Hart                            | Lister Storm              | M     | 104   |
| 21 DNF | 34 | Lister Cars                 | Mike Hezemans David Hart                            | Jaguar 7.0L V12           | M     | 104   |
| 22 DNF | 22 | Paul Belmondo Racing        | Emmanuel Clérico Marc Rostan Steffan Widmann        | Chrysler Viper GTS-R      | D     | 103   |
| 22 DNF | 22 | Paul Belmondo Racing        | Emmanuel Clérico Marc Rostan Steffan Widmann        | Chrysler 8.0L V10         | D     | 103   |
| 23 DNF | 18 | Chamberlain Motorsport      | Ni Amorim Toni Seiler                               | Chrysler Viper GTS-R      | M     | 19    |
| 23 DNF | 18 | Chamberlain Motorsport      | Ni Amorim Toni Seiler                               | Chrysler 8.0L V10         | M     | 19    |